# Карибські Нідерланди

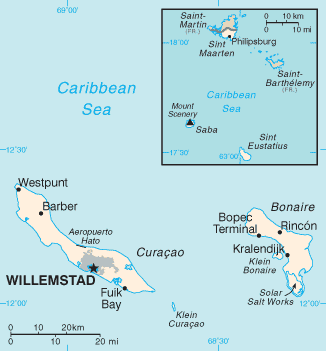
Мапа, що зображує Бонайре, Сен-Естатіус і Сабу на терені колишніх Нідерландських Антильських островів

Кари́бські Нідерла́нди (нід. Caribisch Nederland), або острови́ БЕС (нід. BES-eilanden) — Карибські острови, які мають статус муніципалітетів Нідерландів; це Бонайре, Сінт-Естатіус і Саба. Ці острови дістали теперішній статус після скасування Нідерландських Антильських островів 10 жовтня 2010. Населення 23 296 мешканців. Загальна площа — 328 км².

## Географія
Нідерландські Карибські острови — частина Малих Антильських островів. У їх складі:
Бонайре (розташований на схід від Аруби і Кюрасао, неподалік від узбережжя Венесуели) є частиною островів ABC в рамках «Підвітряних островів» (нід. Benedenwindse Eilanden), які в свою чергу є частиною Підвітряних Антильських островів пасма прямуючого від венесуельського узбережжя (ABC острови). Підвітряні острови мають мішане вулканічне і коралове походження.
Саба і Сінт-Естатіус (розташовані на південь від острова Сен-Мартен та північний захід від Сент-Кітс і Невіс) є частиною «Навітряних островів» (нід. Bovenwindse Eilanden). Вони розташовані на схід від Пуерто-Рико і Віргінських островів. Навітряні острови всі вулканічного походження, горбисті, мають мало землі придатної для сільського господарства.

## Адміністрація
Спеціальні муніципалітети виконують ті ж функції, що й нідерландські муніципалітети. Виконавчу владу покладено на Раду керівників (нід. bestuurscollege) на чолі з віце-губернатором ((нід. gezaghebber)). Провідний демократичний орган — рада острову ((нід. eilandsraad)). Мешканці цих трьох островів мають право голосувати на нідерландських національних та (як і всі нідерландські громадяни) на європейських виборах.
Національне управління Нідерландськими Карибськими островами (нід. Rijksdienst Caribisch Nederland) узяло на себе відповідальність за оподаткування, поліцію, імміграцію, транспортну інфраструктуру, охорону здоров'я, освіту і соціальне забезпечення на островах і надає ці послуги від імені уряду Нідерландів.. Це агентство створено як Регіональний сервісний центр у 2008, і воно стало Національним управлінням Нідерландськими Карибськими островами з 1 вересня 2010 чинний директор Sybren van Dam. Представник для державних органів Бонера, Сінт-Естатіуса й Саби діє від імені островів в уряді Нідерландів. Теперішній представник J.H. (Hans) Gerritsen.

## Валюта
До 1 січня 2011 року три острови використовували Нідерландський Антильський гульден, після цієї дати всі три острови перейшли на долар США.

## Галерея

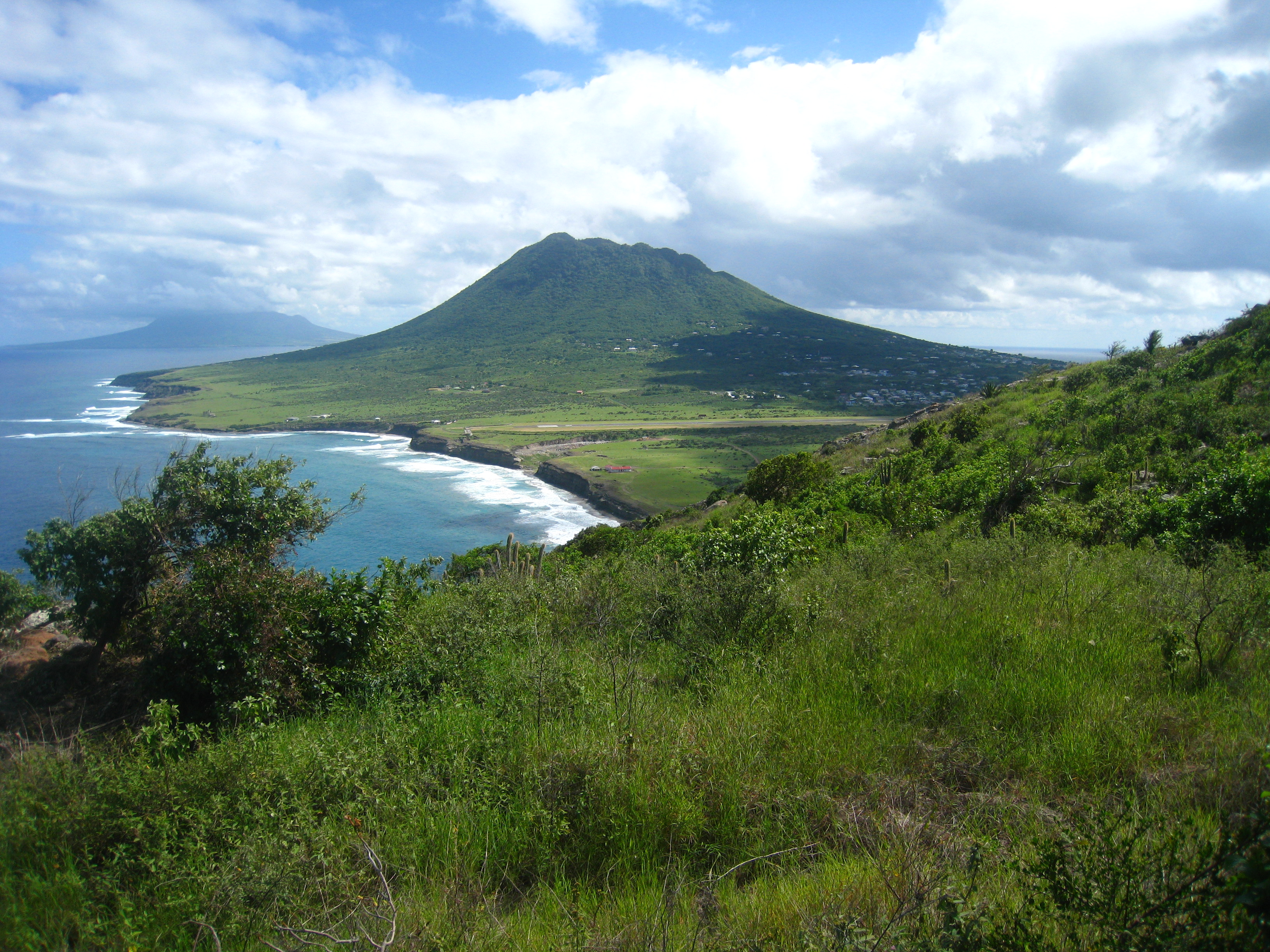
Острів Сінт-Естатіус
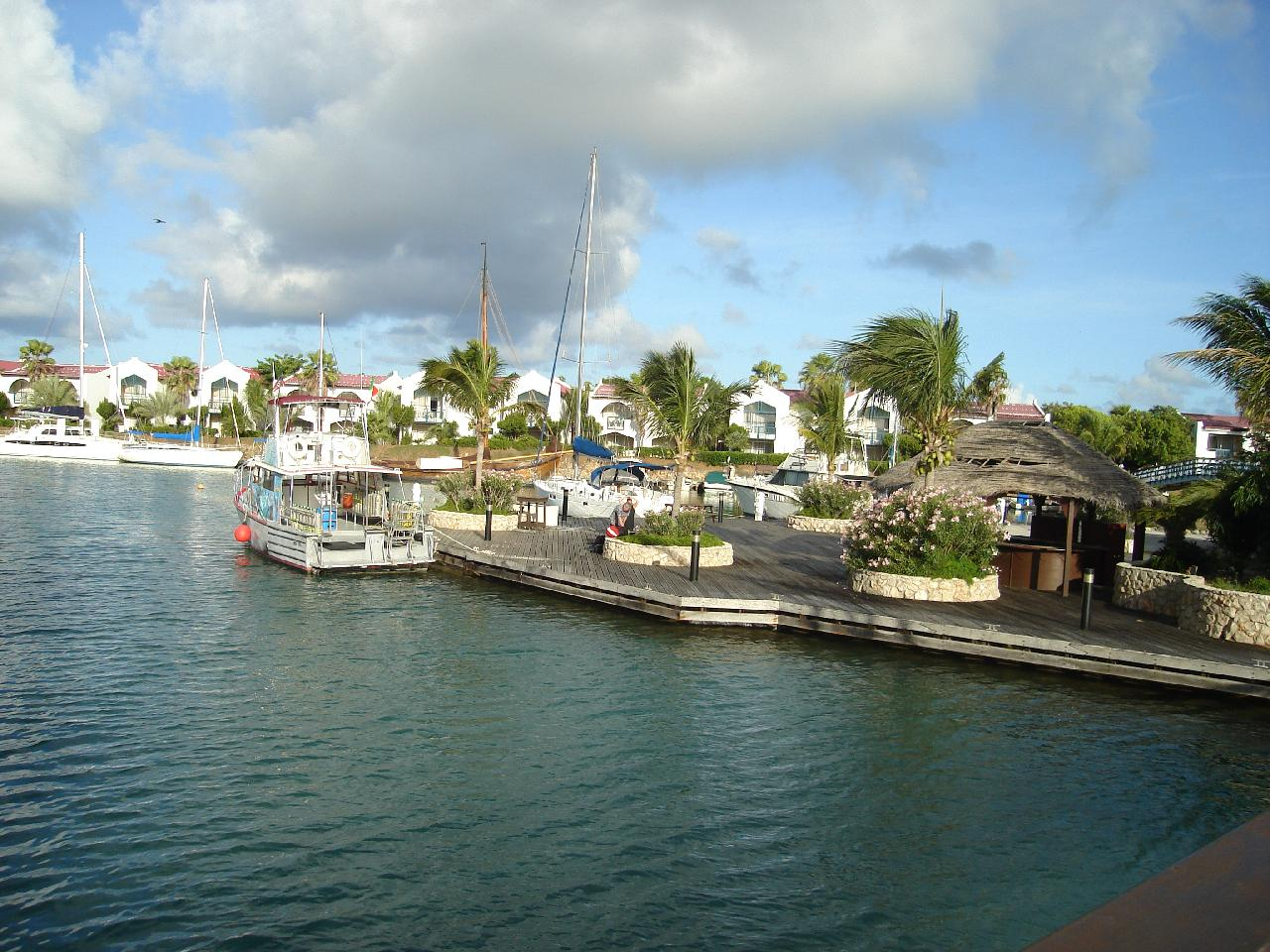
Готель на узбережжі острова Бонайре
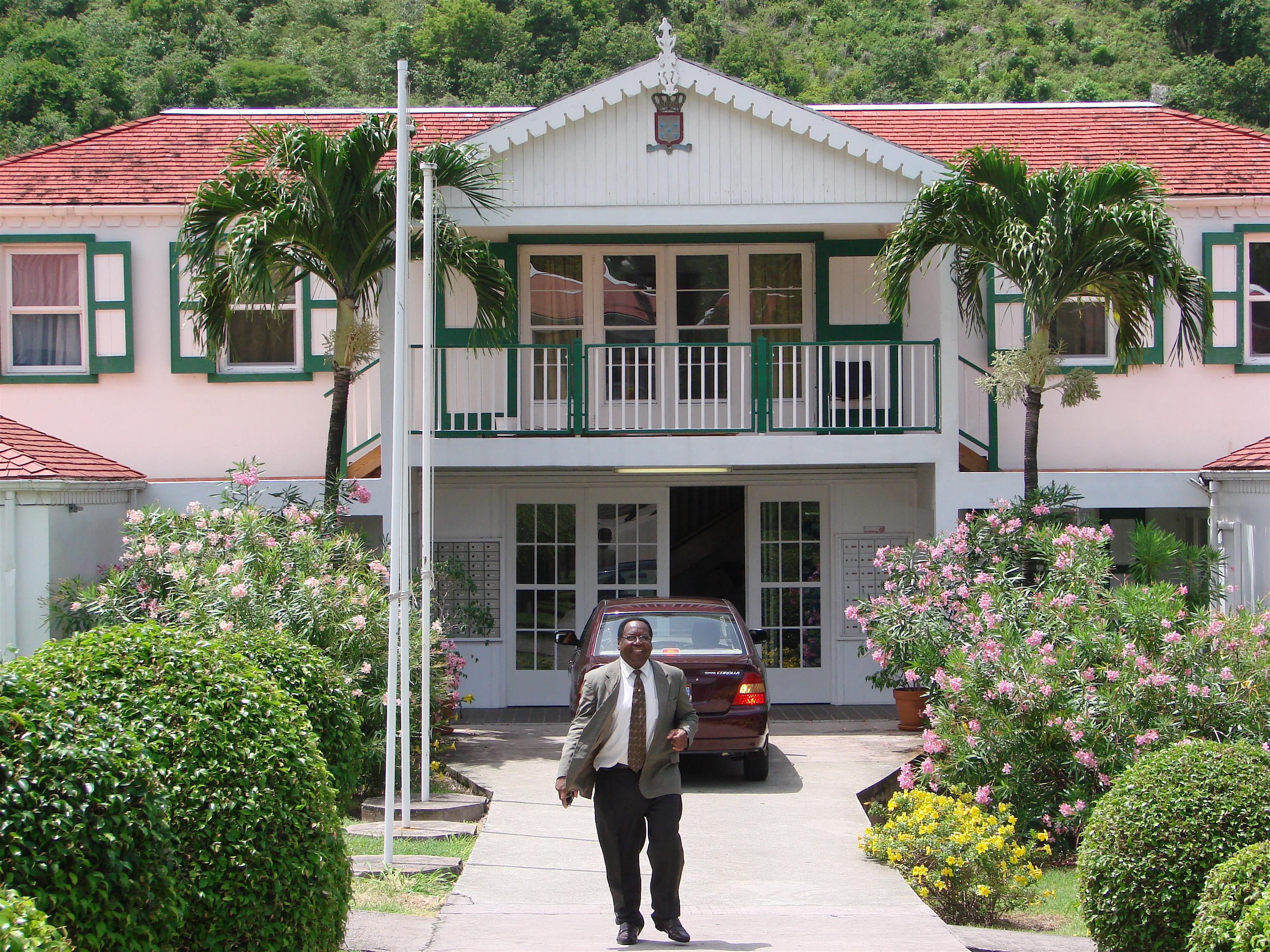
Адміністративна будівля Боттомі, острів Саба